# Mylo Xyloto
Mylo Xyloto (spreek uit: "MY-lo ZY-letoow" / ['maɪləʊ 'zaɪlətəʊ]) is het vijfde studioalbum van de Britse rockgroep Coldplay. Het album werd uitgebracht op 21 oktober 2011 op het label Capitol Records.

## Achtergrond
Op 12 augustus 2011 werd de albumtitel bekendgemaakt via hun website. De productie werd verzorgd door Markus Dravs, Daniel Green en Rik Simpson. Het album is het resultaat van drie jaar werk. Zanger Chris Martin zei over het album dat zijn band altijd moet doen alsof het huidige album het laatste is, "meer moeten we niet verwachten van onszelf. Als het voorbij is, is het voorbij." (Coldplay tekende in 2010 wel een megacontract voor zeer waarschijnlijk meerdere albums bij muziekuitgeverij Universal.)
Op 12 september 2011 maakte de band bekend dat er een duet met de Barbadiaanse zangeres Rihanna op het nieuwe album zou staan onder de naam "Princess of China".
Op 17 oktober 2011 was het hele album echter al online te vinden door een zogenaamd 'lek' op internet.

### Xyloband

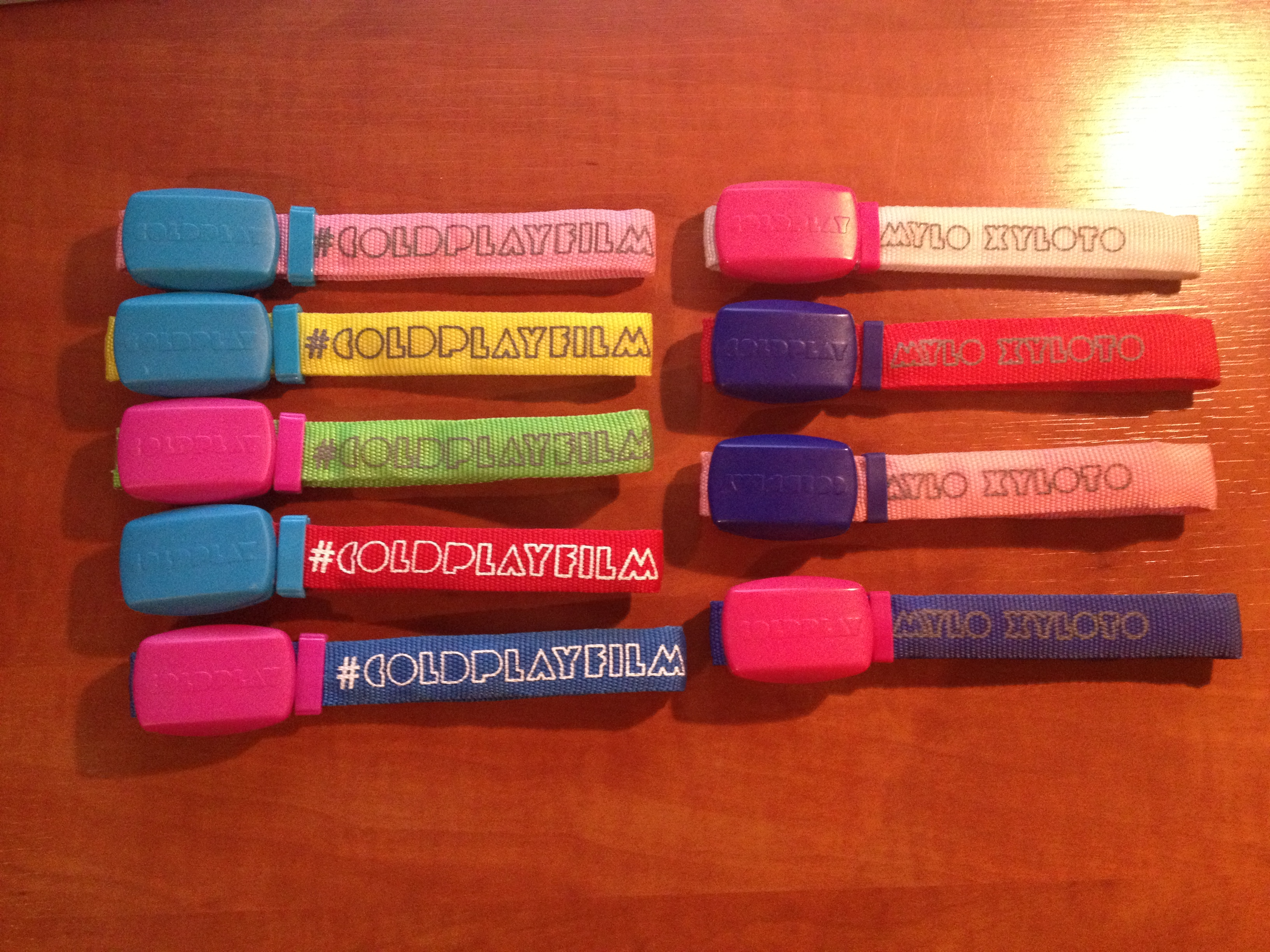
Xylobands van Coldplay

Xylobands zijn armbandjes met radiografisch bestuurbare led-verlichting die de band gebruikt tijdens hun vijfde tournee, ter gelegenheid van het album Mylo Xyloto. De armbandjes werden voor het eerst gebruikt tijdens het AMEX Unstaged-optreden in Madrid in oktober 2011.
De armbandjes lichtten op tijdens de nummers "Mylo Xyloto", "Hurts Like Heaven", "Charlie Brown", "Paradise" en "Every Teardrop Is a Waterfall". Ze werden in Nederland voor het eerst gebruikt tijdens hun concert in Ahoy Rotterdam op 17 december 2011.

## Lijst van titels
1. "Mylo Xyloto" — 0:42
2. "Hurts Like Heaven" — 4:02
3. "Paradise" — 4:38
4. "Charlie Brown" — 4:45
5. "Us Against The World" — 4:00
6. "M.M.I.X." — 0:48
7. "Every Teardrop Is a Waterfall" — 4:01
8. "Major Minus" — 3:30
9. "U.F.O." — 2:18
10. "Princess of China" (duet met Rihanna[5]) — 3:58
11. "Up in Flames" — 3:13
12. "A Hopeful Transmission" — 0:33
13. "Don't Let It Break Your Heart" — 3:54
14. "Up With The Birds" — 3:46

## Releasedata
| Regio         | Datum           | Label            | Format              |
| ------------- | --------------- | ---------------- | ------------------- |
| Wereldwijd    | 24 oktober 2011 | Parlophone       | Cd, download, vinyl |
| Japan         | 19 oktober 2011 | EMI Music Japan  | Cd, download, vinyl |
| Australië     | 21 oktober 2011 | Parlophone       | Cd, download, vinyl |
| Duitsland     | 21 oktober 2011 | Parlophone       | Cd, download, vinyl |
| Polen         | 24 oktober 2011 | EMI Music Poland | Cd                  |
| Italië        | 24 oktober 2011 | EMI Music Italy  | Download            |
| Italië        | 25 oktober 2011 | EMI Music Italy  | Cd                  |
| Noord-Amerika | 25 oktober 2011 | Capitol Records  | Cd, download, vinyl |
| Brazilië      | 28 oktober 2011 | EMI              | Cd                  |
| Chili         | 31 oktober 2011 | EMI              | Cd                  |

## Singles van het album
| Single met eventuele hitnotering(en) in de Nederlandse Top 40 | Datum van verschijnen | Datum van binnenkomst | Hoogste positie | Aantal weken | Opmerkingen                                             |
| ------------------------------------------------------------- | --------------------- | --------------------- | --------------- | ------------ | ------------------------------------------------------- |
| Every teardrop is a waterfall                                 | 03-06-2011            | 18-06-2011            | 4               | 12           | Nr. 1 in de Single Top 100 / Alarmschijf                |
| Paradise                                                      | 12-09-2011            | 24-09-2011            | 3               | 23           | Nr. 2 in de Single Top 100 / Alarmschijf                |
| Charlie Brown                                                 | 21-11-2011            | 10-12-2011            | 25              | 3            | Alarmschijf                                             |
| Princess of China                                             | 2012                  | 25-02-2012            | 20              | 6            | met Rihanna / Nr. 48 in de Single Top 100 / Alarmschijf |
| Hurts Like Heaven                                             | 2012                  | 01-09-2012            | tip2            | -            |                                                         |
| Up In Flames                                                  | 2012                  | 01-12-2012            | tip6            |              |                                                         |

| Single met hitnotering(en) in de Vlaamse Ultratop 50 | Datum van verschijnen | Datum van binnenkomst | Hoogste positie | Aantal weken | Opmerkingen                       |
| ---------------------------------------------------- | --------------------- | --------------------- | --------------- | ------------ | --------------------------------- |
| Every teardrop is a waterfall                        | 2011                  | 11-06-2011            | 4               | 17           |                                   |
| Major minus                                          | 2011                  | 09-07-2011            | 50              | 1            |                                   |
| Paradise                                             | 2011                  | 24-09-2011            | 3               | 22           | Nr. 5 in de Radio 2 Top 30 / Goud |
| Charlie Brown                                        | 2011                  | 03-12-2011            | tip2            | -            |                                   |
| Princess of China                                    | 2012                  | 07-04-2012            | 20              | 11           | met Rihanna                       |
| Hurts Like Heaven                                    | 2012                  | 29-09-2012            | tip9            | -            |                                   |

## Hitnoteringen

### NederlandseAlbum Top 100
| Hitnotering: 29-10-2011 t/m 28-04-2012 | Hitnotering: 29-10-2011 t/m 28-04-2012 | Hitnotering: 29-10-2011 t/m 28-04-2012 | Hitnotering: 29-10-2011 t/m 28-04-2012 | Hitnotering: 29-10-2011 t/m 28-04-2012 | Hitnotering: 29-10-2011 t/m 28-04-2012 | Hitnotering: 29-10-2011 t/m 28-04-2012 | Hitnotering: 29-10-2011 t/m 28-04-2012 | Hitnotering: 29-10-2011 t/m 28-04-2012 | Hitnotering: 29-10-2011 t/m 28-04-2012 | Hitnotering: 29-10-2011 t/m 28-04-2012 | Hitnotering: 29-10-2011 t/m 28-04-2012 | Hitnotering: 29-10-2011 t/m 28-04-2012 | Hitnotering: 29-10-2011 t/m 28-04-2012 | Hitnotering: 29-10-2011 t/m 28-04-2012 |
| Week:                                  | 1                                      | 2                                      | 3                                      | 4                                      | 5                                      | 6                                      | 7                                      | 8                                      | 9                                      | 10                                     | 11                                     | 12                                     | 13                                     | 14                                     |
| -------------------------------------- | -------------------------------------- | -------------------------------------- | -------------------------------------- | -------------------------------------- | -------------------------------------- | -------------------------------------- | -------------------------------------- | -------------------------------------- | -------------------------------------- | -------------------------------------- | -------------------------------------- | -------------------------------------- | -------------------------------------- | -------------------------------------- |
| Positie:                               | 1                                      | 2                                      | 2                                      | 3                                      | 3                                      | 5                                      | 7                                      | 9                                      | 5                                      | 6                                      | 5                                      | 7                                      | 7                                      | 9                                      |
| Week:                                  | 15                                     | 16                                     | 17                                     | 18                                     | 19                                     | 20                                     | 21                                     | 22                                     | 23                                     | 24                                     | 25                                     | 26                                     | 27                                     |                                        |
| Positie:                               | 10                                     | 10                                     | 11                                     | 16                                     | 12                                     | 14                                     | 14                                     | 18                                     | 21                                     | 21                                     | 28                                     | 28                                     | 31                                     | uit                                    |

### VlaamseUltratop 100Albums
| Hitnotering: 29-10-2011 t/m 28-04-2012 | Hitnotering: 29-10-2011 t/m 28-04-2012 | Hitnotering: 29-10-2011 t/m 28-04-2012 | Hitnotering: 29-10-2011 t/m 28-04-2012 | Hitnotering: 29-10-2011 t/m 28-04-2012 | Hitnotering: 29-10-2011 t/m 28-04-2012 | Hitnotering: 29-10-2011 t/m 28-04-2012 | Hitnotering: 29-10-2011 t/m 28-04-2012 | Hitnotering: 29-10-2011 t/m 28-04-2012 | Hitnotering: 29-10-2011 t/m 28-04-2012 | Hitnotering: 29-10-2011 t/m 28-04-2012 | Hitnotering: 29-10-2011 t/m 28-04-2012 | Hitnotering: 29-10-2011 t/m 28-04-2012 | Hitnotering: 29-10-2011 t/m 28-04-2012 | Hitnotering: 29-10-2011 t/m 28-04-2012 |
| Week:                                  | 1                                      | 2                                      | 3                                      | 4                                      | 5                                      | 6                                      | 7                                      | 8                                      | 9                                      | 10                                     | 11                                     | 12                                     | 13                                     | 14                                     |
| -------------------------------------- | -------------------------------------- | -------------------------------------- | -------------------------------------- | -------------------------------------- | -------------------------------------- | -------------------------------------- | -------------------------------------- | -------------------------------------- | -------------------------------------- | -------------------------------------- | -------------------------------------- | -------------------------------------- | -------------------------------------- | -------------------------------------- |
| Positie:                               | 1                                      | 1                                      | 1                                      | 2                                      | 5                                      | 6                                      | 6                                      | 9                                      | 9                                      | 5                                      | 5                                      | 9                                      | 9                                      | 9                                      |
| Week:                                  | 15                                     | 16                                     | 17                                     | 18                                     | 19                                     | 20                                     | 21                                     | 22                                     | 23                                     | 24                                     | 25                                     | 26                                     | 27                                     |                                        |
| Positie:                               | 12                                     | 9                                      | 23                                     | 19                                     | 26                                     | 31                                     | 45                                     | 36                                     | 39                                     | 36                                     | 40                                     | 41                                     | 55                                     | uit                                    |